# Telearbeit

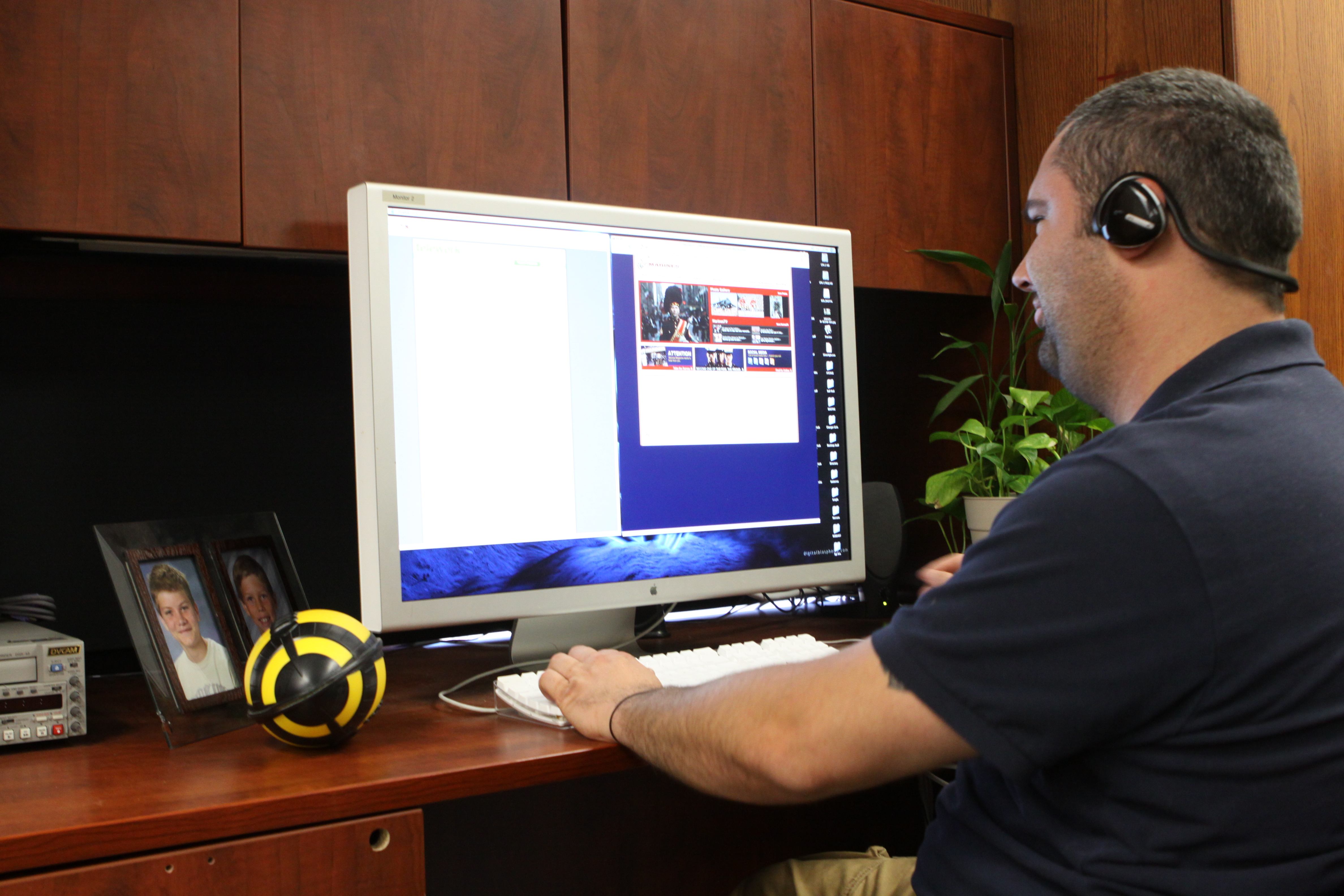
Telearbeit beim United States Marine Corps

Die Telearbeit (englisch telework; umgangssprachlich Homeoffice, auch Home-Office; mitunter auch Mobilarbeit oder mobile Arbeit) ist eine Arbeitsorganisation, bei der Arbeitnehmer ihre Arbeitsaufgaben ganz oder teilweise außerhalb der Geschäftsräume oder Betriebsstätten des Arbeitgebers überwiegend durch Telekommunikation ausüben. Der Arbeitsort liegt dabei meist in der eigenen Wohnung des Beschäftigten, bei mobiler Arbeit auch an dritten Orten.
Durch die COVID-19-Pandemie hat Telearbeit seit 2020 in vielen Ländern deutlich zugenommen.

## Allgemeines
Der Neologismus „Telearbeit“ setzt sich aus altgr. τῆλε têle ‚fern‘ und „Arbeit“ zusammen, womit zum Ausdruck kommen soll, dass die Tätigkeit statt am Geschäftssitz des Arbeitgebers z. B. am Wohnort des Arbeitnehmers wahrgenommen wird. Telearbeit ist ein terminologisch heterogenes Begriffskonstrukt, das der raschen Entwicklung der Informations- und Kommunikationstechnologie folgt und unter den Bedingungen der Telematik stattfindet. Für den Arbeitgeber oder Auftraggeber werden die Arbeitsleistungen außerhalb der Betriebsstätten durch Arbeitsmittel wie Computer und/oder den Gebrauch von Telekommunikationsnetzen oder Telekommunikationsgeräten erbracht. Heute versteht man unter Digital Workplace eine zentrale digitale Arbeitsplattform, die Informationen, Tools und Services ortsungebunden zur Verfügung stellt.
Das Gegenteil von Telearbeit ist die Präsenzarbeit, die innerhalb der Betriebsstätten des Arbeit- bzw. Auftraggebers erfolgt.

## Geschichte
Der Begriff der Telearbeit tauchte erstmals 1976 in den USA als „Telependeln“ (englisch telecommuting) auf, womit der Weg der Arbeitsmittel vom Arbeitsplatz zur Wohnung gemeint war. Telearbeit gab es in Deutschland erst nach 1982, als erste Fachliteratur hierüber auftauchte.
Zu den frühen Experimenten mit Telearbeit zählten die Aktivitäten der damaligen Schweizerischen Kreditanstalt. Sie beschäftigte 1989 rund 65 Mitarbeiter in sechs sogenannten „Workcenters“ (Telearbeitszentren) in Lausanne, Lugano, Basel, Luzern, Winterthur und Zug. Die Bilanz des Versuchs nach vier Jahren in Bezug auf Produktivität fiel positiv aus.
Die Telearbeit hat durch die Corona-Pandemie seit Januar 2020 in den Industriestaaten einen Schub bekommen, weil sie soziale Kontakte erheblich minimiert. Diese werden durch Telekommunikation wie Videokonferenzen ersetzt. Siehe Telearbeit aufgrund der COVID-19-Pandemie.

## Arten
Es werden üblicherweise verschiedene Arten der Telearbeit unterschieden:
- Bei der Teleheimarbeit (häufig mit dem Scheinanglizismus[10] Arbeit im Homeoffice bezeichnet) verrichtet der Arbeitnehmer die gesamte Arbeit als Heimarbeit in seiner eigenen Wohnung (Arbeitszimmer). Ein Arbeitsplatz in den Räumlichkeiten des Unternehmens existiert nicht.
- Alternierende Telearbeit ist die vorherrschende Variante der Telearbeit. Hierbei wird abwechselnd zu Hause und im Unternehmen gearbeitet. Das Unternehmen stellt für die Arbeit mehreren Personen einen Arbeitsplatz zur Verfügung, der dann von ihnen zu unterschiedlichen und miteinander abgesprochenen Zeiten genutzt wird.
- Die Mobile Telearbeit wird hauptsächlich von Handelsvertretern, Kundenbetreuern und ähnlichen Berufsgruppen praktiziert. Hierbei steht die Tätigkeit an wechselnden Arbeitsorten (z. B. in der Kundenwohnung) sowie u. U. der Fernzugriff auf die unternehmensinterne IT-Infrastruktur im Mittelpunkt.[11] Bei dieser auch als Remote Work bezeichneten Arbeitsorganisation erhält der Arbeitnehmer „lediglich einen Arbeitsauftrag und kann Arbeitszeiten und Arbeitsplätze selbst festlegen“.[12]

Teleheimarbeit
Teleheimarbeit sind Organisationsformen der Erwerbsarbeit, in denen Arbeitnehmer unter Einsatz von Informationstechnologien zumindest einen Teil der Arbeitszeit in ihrer Wohnung arbeiten. Dabei hat sich als Standard die „alternierende Teleheimarbeit“ durchgesetzt, bei welcher ein permanenter Wechsel zwischen Arbeitsplatz im Büro und Wohnung stattfindet. Die Teleheimarbeit ist eine Variante der Telearbeit.
Sonderformen
Zusätzlich werden in einigen Fällen aufgeführt:
- Als On-Site-Telearbeit wird die Arbeit innerhalb der Gebäude und der Infrastruktur eines Fremdunternehmens bezeichnet. Diese Arbeitsform wird beispielsweise von externen Beratern praktiziert.
- Bei der Arbeit in Telecentern sind die Arbeitnehmer in sogenannten Telecentern tätig, die sich oftmals in der Nähe von Wohngebieten befinden. In diesen Telecentern wird die für die Arbeit notwendige Infrastruktur (insbesondere schnelle Netzwerkverbindungen, Fax etc.) bereitgestellt, wobei die Kosten von verschiedenen Arbeitgebern gemeinsam getragen werden.
- Televillages sind Wohnsiedlungen, in denen sich Telearbeitsplätze konzentrieren. Ziel eines 1994–1995 durchgeführten Projekts im österreichischen Bruck an der Leitha war es, die Rahmenbedingungen und Voraussetzungen zur Einrichtung eines Telearbeitszentrums im Rahmen einer geplanten Wohnsiedlung zu untersuchen. Der Bericht wurde unter dem Titel Bruck an der Leitha bekannt und viel beachtet; die Umsetzung des ursprünglich sehr ambitionierten Vorhabens endete aber in kleinerem Maßstab in der Einrichtung und im Betriebs eines Tele-Klubs.[15]
- Das Nachbarschaftsbüro ist eine Form der Telearbeit, bei der Angestellte verschiedener Arbeitgeber in einem Büro sitzen. Dadurch, dass die Mitarbeiter sich Büroeinrichtung und Arbeitsgeräte teilen, sparen die einzelnen Arbeitgeber Kosten.[16]

## Rechtsfragen
Telearbeit wird hingegen entweder durch Arbeitsvertrag oder durch Betriebsvereinbarungen, seltener in Tarifverträgen, im europäischen Ausland häufiger auch durch Gesetz geregelt. Mehr als andere Arbeitsformen zieht Telearbeit nicht nur einen arbeitsrechtlichen Regulationsbedarf nach sich, sondern berührt darüber hinaus eigentums-, datenschutz-, haftungsrechtliche usw. Fragen, die im Rahmen des Arbeitsvertrages, der Betriebsverfassung oder durch die Tarifparteien nicht immer vollständig zu lösen sind.

### In Deutschland
Hinsichtlich der geltenden Arbeitsschutzregeln gilt es in Deutschland zwischen Telearbeit und mobiler Arbeit zu unterscheiden. Telearbeit ist ortsfeste Bildschirmarbeit im Privatbereich des Beschäftigten, die in der Arbeitsstättenverordnung geregelt ist. Mobile Arbeit umfasst nicht nur ortsfeste, sondern auch mobile Bildschirmarbeit außerhalb der Arbeitsstätte, also z. B. auch im Zug oder Restaurant. Für mobile Arbeit gibt es keine Konkretisierung durch Verordnung oder staatliche Regeln durch einen Arbeitsschutzausschuss.
Die Teleheimarbeit und Telearbeit gehören – auch wenn sie dort nicht erwähnt werden – wie die Heimarbeit formal zum Heimarbeitsgesetz (HAG), weil dieses auch Bürotätigkeiten umfasst. Danach ist Heimarbeiter, wer in selbstgewählter Arbeitsstätte (eigener Wohnung oder selbstgewählter Betriebsstätte) allein oder mit seinen Familienangehörigen im Auftrag von Gewerbetreibenden oder Zwischenmeistern erwerbsmäßig arbeitet, jedoch die Verwertung der Arbeitsergebnisse dem unmittelbar oder mittelbar auftraggebenden Gewerbetreibenden überlässt (§ 2 Abs. 1 HAG). Was ein Telearbeitsplatz ist, definiert § 2 Abs. 7 ArbStättV: „Telearbeitsplätze sind vom Arbeitgeber fest eingerichtete Bildschirmarbeitsplätze im Privatbereich der Arbeitnehmer, für die der Arbeitgeber eine mit den Beschäftigten vereinbarte wöchentliche Arbeitszeit und die Dauer der Einrichtung festgelegt hat. Ein Telearbeitsplatz ist vom Arbeitgeber erst dann eingerichtet, wenn Arbeitgeber und Beschäftigte die Bedingungen der Telearbeit arbeitsvertraglich oder im Rahmen einer Vereinbarung festgelegt haben und die benötigte Ausstattung des Telearbeitsplatzes mit Mobiliar, Arbeitsmitteln einschließlich der Kommunikationseinrichtungen durch den Arbeitgeber oder eine von ihm beauftragte Person im Privatbereich des Beschäftigten bereitgestellt und installiert ist.“ Für Telearbeitsplätze gelten nach § 1 Abs. 4 ArbStättV nur die §§ 3 und § 6 ArbStättV. Gemäß § 5 Abs. 1 BetrVG gelten Arbeitskräfte in Telearbeit als Arbeitnehmer, können also unter anderem in den Betriebsrat gewählt werden.

### Telearbeit im Ausland
Seit dem 1. Januar 2016 haben Arbeitnehmer in den Niederlanden unter bestimmten Bedingungen einen Rechtsanspruch auf Teleheimarbeit.
Hinsichtlich der Telearbeit im Ausland gibt es häufig noch eine unklare Rechtssituation, ob Remote-Arbeit bei einem Aufenthalt im jeweiligen Lande erlaubt, steuerpflichtig oder nicht erlaubt ist, wenn der Aufenthalt mit einem Touristenvisum erfolgt. Eine wachsende Anzahl von Ländern schafft inzwischen einen speziellen Visatyp, um Remote-Arbeit zu ermöglichen, darunter sind bereits Costa Rica, Estland oder Indonesien.

## Anforderungen
Telearbeit stellt verschiedene Anforderungen an alle Beteiligten. So muss ein jeweils geeigneter Arbeitsplatz mit Infrastruktur zur Verfügung stehen. Dabei müssen auch die Aspekte des Datenschutzes, der Datensicherheit, des Arbeitsschutzes und der Arbeitssicherheit sowie versicherungstechnische Probleme, die sich aus den verschiedenen rechtlichen Bestimmungen ergeben, Berücksichtigung finden. Einen zusammenfassenden gesetzlichen Rahmen gibt es nicht.
Arbeitgeber legen Telebeschäftigten zur Kostenersparnis teils Einschränkungen in der Ausstattung des Arbeitsplatzes auf, beispielsweise den Verzicht auf ein Einzelbüro, gegebenenfalls auch bei alternierender Telearbeit. Ein Anteil von Telearbeit innerhalb der Belegschaft erfordert, ähnlich wie bei flexiblen Arbeitszeiten, besondere Vorkehrungen, um an Besprechungen teilzunehmen, etwa eine Zusicherung der Anwesenheit seitens der Mitarbeiter, ihre Zuschaltung durch Videokonferenztechnik oder ihre nachträgliche Information durch Protokolle.
Bestehende politische Zielvorgaben sowie raumstrukturelle, kulturelle und rechtliche Randbedingungen haben einen großen Einfluss auf die Verbreitung und die Auswirkungen von Telearbeit. So führen in den am dichtesten besiedelten Gebieten in den Niederlanden viele Firmen Telearbeit und flexible Arbeitszeitmodelle ein, um den Mitarbeitern lange Anfahrtszeiten und Zeitverlust durch Verkehrsstaus in den Spitzenzeiten zu ersparen. Politisch wird Telearbeit zwar gefördert, bisher jedoch nicht gezielt als politische Maßnahme zur Senkung der Verkehrsnachfrage eingesetzt.

## Motivation und Auswirkungen für Arbeitgeber
Das Unternehmen hat bei Telearbeit unter anderem den Vorteil, dass es weniger Büroflächen zur Verfügung stellen muss. Außerdem können Arbeit- und Auftraggeber die Kompetenzen ihrer Arbeitnehmer auch in Situationen nutzen, in denen diese aus privaten Gründen eigentlich nicht zur Verfügung stehen. Kinderbetreuung oder die Pflege Angehöriger lassen sich so beispielsweise für die Arbeitnehmer mit Teleheimarbeit verbinden. Darüber hinaus wird die Möglichkeit der Teleheimarbeit durch viele Arbeitnehmer als positiv bewertet und kann den Ruf eines Arbeitgebers verbessern. Hinzu kommen eine Steigerung der Mitarbeitermotivation sowie der Arbeitseffektivität.
Für den Arbeitgeber ist die Telearbeit eine stete Herausforderung für das Zuweisen von Aufgaben und  Aufträgen und das Bereitstellen der erforderlichen Informationen. Insoweit ist der Arbeitgeber zuerst  gefordert, den Schwerpunkt auf Merkmale der mitlaufenden Unterstützung und kooperativen Steuerung zu legen und sich nicht in Kontrollphantasien zu erschöpfen. Diese Art des Arbeitsverhältnisses setzt ein hohes Vertrauen gegenüber dem Auftrags- oder Arbeitnehmer voraus, da die Kontroll- und Überwachungsmöglichkeiten durch die Freiheitsrechte  der Arbeitnehmer beschränkt sind und sich vollkommen anders zeigen als bei einem Arbeitsplatz beim Arbeitgeber vor Ort. Dieser muss einer ergebnisorientierten Arbeit positiv gegenüberstehen und auf die tradierten Kontrollfunktionen zu Gunsten eines stärkeren Vertrauens zu seinen Mitarbeitern verzichten können. Als einzig tragfähiges Managementkonzept bei der Telearbeit gilt das Management by Objectives. Dabei kommt dem Prinzip der Zielvereinbarung die größte Bedeutung zu (siehe auch: Vertrauensarbeitszeit).

## Motivation und Auswirkungen für Arbeitnehmer

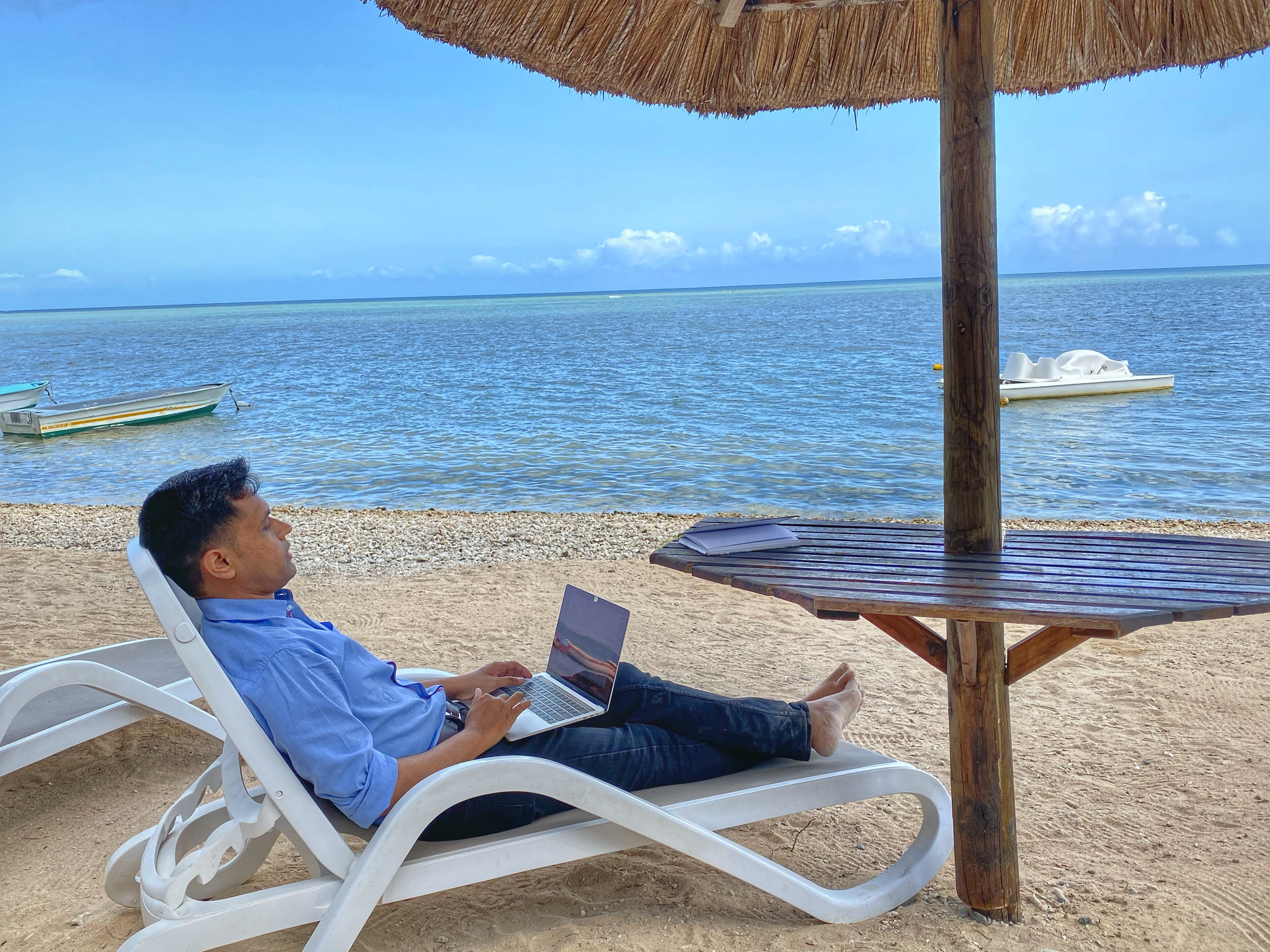
Ortsunabhängiges Arbeiten

Als Vorteile der Telearbeit nennen viele Arbeitnehmer die einfachere Verbindung von Beruf und Familie, freie Zeiteinteilung, bessere Möglichkeiten zur Nutzung kreativer Phasen, eingesparter Arbeitsweg, Unabhängigkeit von Witterungsbedingungen, höhere Eigenverantwortung und Motivation oder ungestörte Arbeitsmöglichkeit.
Beliebt ist die Teleheimarbeit hauptsächlich bei jungen Eltern, denen so der Wiedereinstieg in das Berufsleben erleichtert wird. Die Arbeitsleistung kann verteilt erbracht, Kinder können trotzdem versorgt werden. Für erwerbstätige Frauen liegt die Motivation zur Telearbeit oft in der Hoffnung auf eine bessere Vereinbarkeit von Familie und Beruf; unter Männern herrscht der Wunsch einer Vermeidung langer Anfahrtswege oder nach einer ruhigen Arbeitsatmosphäre vor, mit besserer Konzentration oder weniger Ablenkung, da Störungen durch Kollegen ausbleiben. Alternierende Telebeschäftigte im Angestelltenverhältnis empfinden die Telearbeit meist als familienfreundlich und vorteilhaft, weil sie eine Anpassung an den eigenen Rhythmus ermöglicht.
Als Ergebnis der Telearbeit ergibt sich für Männer vielfach eine Zunahme an freier Zeit für Sport und Freizeitgestaltung. Einige Untersuchungen zeigten, dass Frauen mit Kindern oft einer doppelten Arbeitsbelastung von Beruf und Familie unterliegen; andere Untersuchungen deuten auch bei Teleheimarbeiterinnen auf eine partnerschaftlichere Arbeitsaufteilung hin. Väter scheinen dabei durch die Erwerbsarbeit zuhause die Beziehung zu ihren Kindern verbessern zu können.
Neben diesen Vorteilen bringt Telearbeit auch unterschiedliche Belastungen und Gefahren mit sich. Als Nachteile werden von Arbeitnehmern insbesondere die Gefahr der sozialen Isolation, erschwerter Informationsfluss ohne unmittelbaren Kontakt, reduzierte informelle Informationen, Scheinselbstständigkeit oder Schwierigkeiten bei der Trennung von Berufs- und Privatleben gesehen.
Telearbeit kann insbesondere mit Mängeln im Arbeitsschutz, Belastungen für die Familie, dem Verlust des sozialen, betrieblichen Umfeldes oder bestimmter Rechte einhergehen. Telearbeiter müssen bereit sein, stärker mit den übrigen Beteiligten zu kommunizieren und die erforderliche Selbstdisziplin aufbringen, anfallende Arbeiten termingerecht zu erledigen. Oftmals werden auch eine drohende Selbstausbeutung und soziale Isolation von Telearbeitern genannt, der durch geeignete Maßnahmen Rechnung getragen werden muss.
Einer räumlichen Vermischung von beruflicher und familialer Tätigkeit wird oft durch ein eigenes Arbeitszimmer entgegengewirkt, wobei dies vorwiegend auf besser verdienende Telearbeiter zutrifft. Gegebenenfalls werden innerhalb der Familie Zutrittsregeln zum Arbeitszimmer abgesprochen.
Eine zeitliche Vermischung kann entstehen, wenn beispielsweise das berufliche Engagement auf den Abend aufgeschoben wird. Insbesondere bei Müttern ist eine Verschiebung der Erwerbsarbeitszeiten auf den frühen Morgen, den späten Abend und das Wochenende zu beobachten, wobei Erholungszeiten wegfallen. Telearbeit bringt die Gefahr einer verdeckten Mehrarbeit mit sich und kann einer Arbeitssucht Vorschub leisten. Die Vermischung von familiären und beruflichen Belangen wird von den Telebeschäftigten selbst teils auch positiv gesehen.
Lt. Umfrage von Statista im April 2021 möchte insgesamt Jeder Zweite auch nach der Pandemie weiterhin im Homeoffice arbeiten. Dies liegt vor allem an den Vorteilen der Telearbeit, wie der Entlastung der Umwelt durch entfallende Transport- und Anfahrtswege, größere Familienfreundlichkeit durch mehr zeitliche Flexibilität, Steigerung der Work-Life-Balance aufgrund einer flexibleren Zeiteinteilung sowie eine höhere Produktivität durch entfallende Ablenkungen im Büro.
Die Wissenschaftlerinnen Elke Ahlers, Sandra Mierich und Aline Zucco haben 2021 in einer WSI-Studie für die Hans-Böckler-Stiftung  die Erfolgsfaktoren der Arbeit von daheim untersucht. Dazu gehörten u. a. Betriebsvereinbarungen zu Arbeitszeit und technische Ausstattung. Die Arbeit im Home Office sollte zudem freiwillig sein (dass die Beschäftigten auch nach der Pandemie 2020/2021 selbst entscheiden, ob und wann sie einen Teil ihrer Aufgaben zu Hause erledigen). Am besten funktioniere die Kombination Homeoffice und Präsenz im Betrieb. Eine fortlaufende Qualifizierung der Beschäftigten dürfe auch im Homeoffice nicht entfallen, wobei insbesondere ältere Beschäftigte nicht vergessen werden dürften, die von den digitalen Arbeits- und Kommunikationstechniken besonders herausgefordert seien.

## Wirtschaftliche Aspekte
Jeder in der Wohnung befindliche Arbeitsplatz (Homeoffice) erspart dem Arbeitnehmer den Arbeitsweg zur Arbeitsstätte beim Arbeitgeber, so dass sowohl der Zeitaufwand als auch die Fahrtkosten im Berufsverkehr für Pendler entfallen. Dadurch werden die Freizeit vergrößert sowie Verkehrsmittel und Verkehrswege entlastet.
Untersuchungen haben gezeigt, dass die Arbeitsproduktivität bei Telearbeit höher ist als am Arbeitsplatz beim Arbeitgeber. Störungen aus der betrieblichen Arbeitsumgebung entfallen, wodurch die Arbeitskonzentration zunimmt. Dem steht gegenüber, dass die oft unscharfe Trennung von Arbeitsaufgabe und Privatsphäre im Homeoffice ebenfalls zu Störungen führen kann.
Die persönliche Kontrolle durch Vorgesetzte fehlt weitgehend, so dass Einschränkungen bei Leistungsbeurteilungen wegen fehlender Beobachtung eintreten können. Zudem fehlt zum großen Teil die soziale Kontrolle zu Hause arbeitender Mitarbeiter. Die Kommunikation durch persönliche Kontakte kann durch Telekommunikation (Telefonate, Videokonferenzen) verringert werden. Ein schwerwiegendes Problem für Arbeitgeber sind der Datenschutz und die Datensicherheit, die durch eine zusätzlich erforderliche Datenübertragung zwischen Wohnung und Betrieb beeinträchtigt werden können. Die Telearbeit kann zudem erheblich die IT-Sicherheit beeinträchtigen, weil die Dockingstation am häuslichen Personal Computer eine angreifbare Schwachstelle darstellt.

## Abgrenzungen
Telearbeit ist begrifflich nicht identisch mit Teleheimarbeit oder Telekooperation, denn der Aufstellungsort von netztechnisch angekoppelten Kommunikationsendgeräten ist beliebig variierbar und somit nicht begriffsprägend.
Das Homeoffice gehört dann zur Telearbeit, wenn die Tätigkeit überwiegend mit Telekommunikation ausgeübt wird. Heimarbeit im klassischen Sinne ist dagegen überwiegend nicht auf Telekommunikation angewiesen, denn die Ablauffolgen können bis hin zum Endprodukt, Halbfabrikat oder Bauteil autonom absolviert werden. Bei der Heimarbeit besteht zudem keine elektronische Anbindung an den Arbeitsplatz im Unternehmen.

## Statistik
Im EU-weiten Durchschnitt arbeiteten 2022 insgesamt 22,6 % aller Erwerbstätigen zumindest gelegentlich von zu Hause, allen voran in den Niederlanden (53,2 %), in Schweden (45,0 %) und in Finnland (40,6 %). Deutschland liegt im europäischen Vergleich im Mittelfeld. Der Anteil aller Erwerbstätigen in Deutschland, die zumindest gelegentlich von zuhause arbeiten, lag im Jahr 2022 bei 24,2 % (2021: 24,9 %, 2020: 21,0 %; 2019: 12,8 %), somit auch nach Abklingen der COVID-19-Pandemie mehr als vor der Pandemie.
Laut einer Umfrage aus dem Jahr 2009 präferieren die deutschen Arbeitnehmer Telearbeit. Über 40 Prozent wünschen sich demnach tageweise einen Teleheimarbeitsplatz. Etwa 20 Prozent würden gern durchgängig von zuhause aus arbeiten.
Entgegen weitläufigen Annahmen ist die Telearbeit weitgehend eine Männerdomäne. Nach einer Umfrage von 2000 liegt der Frauenanteil bei der Teleheimarbeit bei 34 %; bei der alternierenden Heimarbeit hält sich der Geschlechteranteil die Waage. Zudem nutzen in einer häuslichen Gemeinschaft Männer die gewonnene Flexibilität eher individuell, Frauen dagegen eher familiär.
Laut Ergebnissen einer Studie des Netzwerkbüros Erfolgsfaktor Familie arbeiten in der Hälfte der befragten Unternehmen Führungskräfte in vollzeitnaher Teilzeit in Kombination mit Telearbeit. Dies trifft vor allem auf stellvertretende Führungskräfte und Mitglieder der mittleren Führungsebenen zu, und sie praktizieren dieses Modell meist für einen begrenzten Zeitraum.
Allerdings dürfte der klassische Büroarbeitsplatz mit Anwesenheitspflicht laut einer repräsentativen Umfrage unter 1.500 Geschäftsführern und Personalleitern an Bedeutung verlieren. Fast jedes dritte Unternehmen (30 Prozent) gibt an, dass das Homeoffice wichtiger wird. Nur 4 Prozent gehen von einem Bedeutungsverlust aus. Nach einer Studie des Digitalverbands Bitkom vom Herbst 2016 bieten 30 Prozent der Unternehmen in Deutschland Teleheimarbeit an. Demnach stieg der Anteil im Vergleich zu einer vorangegangenen Studie um 10 Prozentpunkte. 2014 hatten 20 Prozent der befragten Unternehmen angegeben, ihren Mitarbeitern Teleheimarbeit zu ermöglichen.
Vor- und Nachteile dieses Arbeitszeitmodells sind in weiten Bereichen des Arbeitslebens immer noch umstritten. Während gemäß einer Studie von 2006 76 % der Arbeitnehmer angaben, per Telearbeit produktiver zu sein als im Büro, sind lediglich 61 % der Arbeitgeber von der höheren Produktivität überzeugt. Häufig wird kritisiert, dass Studien, die die Auswirkungen der Telearbeit auf Produktivität eruieren sollen, auf subjektiven Befragungen – also Selbsteinschätzungen der Mitarbeiter – beruhen. Wissenschaftlich ist es schwierig, eine Veränderung in der Produktivität objektiv zu messen, da Hawthorne-Effekte bei offensichtlichen Messungen eine Rolle spielen und somit das Ergebnis beeinflussen können. In einer randomisierten Studie in einem chinesischen Callcenter, bei der die Teilnehmer nicht darüber im Bilde waren, dass sie an einer Studie teilnahmen, konnten allerdings objektiv Produktivitätssteigerungen verzeichnet werden. Teilnehmer an der Studie waren zudem seltener krankgemeldet.
Im europäischen Vergleich waren Großbritannien, die Schweiz, Norwegen, Finnland und die Niederlande Vorreiter der Telearbeit; in Südeuropa setzt sie sich nur langsam durch.
In Deutschland arbeiteten 2021 aut dem Statistischem Bundesamt 24,8 % der Erwerbstätigen mindestens teilweise im Homeoffice. In den Niederlanden lag dieser Anteil 2021 bei 54 %, dem EU-weit höchsten Wert.
2022 arbeiteten 49 % im Firmengebäude, 42 % im Hybridmodus und 9 % vollständig remote.

## Trends
Seit der Finanzkrise ab 2007 kommt es zu einer verstärkten Konzentration von Mitarbeitern in den Zentralen großer Unternehmen, auch um die Kommunikation zu verbessern und ausufernde E-Mail-Schreib- und -Lesezeiten zu verkürzen. In der Schweiz konzentrieren z. B. Roche (in Basel), Sulzer (in Winterthur) und Allianz Suisse (in Wallisellen bei Zürich) einen größeren Teil ihrer Belegschaften in den Firmenzentralen. Der Technikkonzern Apple bietet hingegen ein vollständiges „Work from Home“-Programm an. Sowohl die Vorstellungsgespräche als auch die Arbeit selbst findet dabei komplett von zu Hause aus statt und die Firmenzentrale des Konzerns muss zu keinem Zeitpunkt physisch betreten werden. Infolge der Corona-Pandemie erwarten Unternehmen in Deutschland einen starken und langfristigen Anstieg der Arbeitszeit, die im Homeoffice erbracht wird. Forschungsergebnisse des ZEW Mannheim zeigen, dass etwa Unternehmen der Informationswirtschaft erwarten, dass nach der Pandemie ein durchschnittlicher Anteil von 24 Prozent der Arbeitszeit ihrer Beschäftigten von zu Hause aus geleistet wird. Vor der Pandemie lag dieser Anteil noch bei neun Prozent der Arbeitszeit. Im verarbeitenden Gewerbe verdoppelt sich der durchschnittliche Anteil der Arbeitszeit im Homeoffice derweil von drei Prozent vor Corona auf sechs Prozent nach Corona. Wie häufig Unternehmen eine intensive Homeoffice-Nutzung erwarten, hängt stark mit deren Größe zusammen. So gehen in der Informationswirtschaft 58 Prozent der großen Unternehmen davon aus, dass nach der Pandemie mehr als 30 Prozent ihrer Arbeitszeit ins Homeoffice verlagert sein werden. Knapp ein Viertel der großen Unternehmen rechnet mit einem Homeoffice-Anteil von mehr als 50 Prozent der Arbeitszeit. Bei den kleinen Unternehmen mit 5 bis 19 Beschäftigten erwarten hingegen jeweils nur etwa halb so viele Unternehmen eine vergleichbare Homeoffice-Intensität (29 Prozent bzw. 13 Prozent der Unternehmen). Dennoch verbuchen die Unternehmen aller Größenklassen einen deutlichen und langfristigen Homeoffice-Schub im Vergleich zum Vorkrisenniveau.
Eine Studie des Oxford Internet Institute attestierte 2022 drei wesentliche Trends der globalen Remote-Arbeit, die durch die COVID-19-Pandemie verstärkt worden seien: Dies sei zum einen die Konzentration der Remote-Arbeit auf Beschäftigte aus Europa, Nordamerika und Südasien, sowie die Sogwirkung auf Metropolen und Ballungszentren (De-Ruralisierung). Zum anderen verschärfe Remote-Arbeit die Konkurrenz in Berufen mit hohem Angebot, während sie die Gehaltaussichten spezialisierter Arbeitskräfte verbessere.

## Telearbeit aufgrund der COVID-19-Pandemie
Als Auswirkung der COVID-19-Pandemie gewährten anfangs viele Arbeitgeber ihren Mitarbeitern die Option, Telearbeit zu leisten. Später empfahlen die Arbeitgeber ihren Mitarbeitern, zu Hause zu arbeiten. Nach Schließung der Schulen und Kinderbetreuungseinrichtungen blieb vielen Eltern gar nichts anderes übrig, als zu Hause zu bleiben, um die Kinder zu betreuen. Manche Arbeitgeber verordnen ihren Mitarbeitern die Arbeit im Homeoffice. Im Dezember 2020 ist zu konstatieren, dass in Deutschland mehr als 10 Millionen Berufstätige ausschließlich im Homeoffice arbeiten und damit jeder vierte Beschäftigte (25 Prozent).
Jedoch waren und sind nur wenige Unternehmen auf Telearbeit (oft auch Remote-Arbeit) vorbereitet – und erst recht nicht auf eine komplette Umstellung für die gesamte Belegschaft. Außerdem verfügen viele nicht über einen geeigneten Büroraum in ihrer Wohnung oder über die erforderliche Infrastruktur: ergonomische Büroeinrichtung, Arbeitsplatzrechner mit Kollaborationssoftware und Internetanschluss mit ausreichend Datenübertragungsrate. Viele haben keine Erfahrung, wie man die erforderliche Trennung zwischen Arbeit, Kinderbetreuung, Haushalt und Partnerschaft organisiert. Eine weitere Problematik sind die nun fehlenden Sozialkontakte. Ebenso kommt mitunter die IT-Sicherheit beim Arbeitsplatz zu Hause zu kurz, etwa durch nicht erfolgte Softwareaktualisierungen bei den Endgeräten, ebenso wie die oft schlecht geschützten Verbindungen ins Internet. Unternehmen sollten sich dieser Sicherheitslücken bewusst werden und diese beheben lassen, sei es durch entsprechende Updates, einen aktuellen Virenschutz oder durch verschlüsselte VPN-Lösungen und leistungsfähige Router. Der Branchenverband Bitkom hatte im August 2021 den Schaden der Cyberangriffe für die deutsche Wirtschaft auf 220 Milliarden Euro pro Jahr veranschlagt. Das ist mehr als doppelt so viel wie in den Jahren vor dem Ausbruch der Corona-Pandemie. Die Verlagerung der Arbeit ins Homeoffice habe vielfach schwache Flanken für die Angreifer eröffnet.
Bundesarbeitsminister Hubertus Heil kündigte im April 2020 gegenüber der Bild am Sonntag an, ein Gesetz für das Recht auf Homeoffice vorzulegen.
Das wurde am 21. April 2021 vom Bundestag im vierten Infektionsschutzgesetz in Kraft gesetzt. Es gibt aber Ausnahmeregelungen.
Laut Stadtforscher Thomas Krüger werden aufgrund der Ausweitung des mobilen Arbeitens, auch infolge des Coronavirus, Büroflächen in Innenstädten weniger genutzt. Die bisherige Arbeitsplatzkonzentration und Handelsfunktion („im Erdgeschoss die Läden und darüber die Büroflächen“ wie etwa in der Hamburger Innenstadt) werde dadurch infrage gestellt. Krüger hat dies als Gefahr eines Niedergangs und als Chance für mehr Vielfalt gewertet. Der Versicherungskonzern Allianz SE will die Erfahrungen mit Heimarbeit während der Corona-Pandemie – nach Angaben von Renate Wagner sind „90 Prozent der Allianzer im Homeoffice“ – auch künftig nutzen, um Arbeitsabläufe flexibler zu gestalten. Christof Mascher hält Heimarbeiter-Quoten von 40 % oder mehr für dauerhaft denkbar.
Mit Anhalten der Pandemie-Situation in Deutschland verstärkte sich die Debatte zwischen unterschiedlichen Interessensvertretern, beispielsweise von Wirtschaftsvertretern und Gewerkschaften, inwieweit Homeoffice klar gesetzlich geregelt werden muss.  Am 21. April 2021 beschloss der Bundestag das vierte Infektionsschutzgesetz, in dem Homeoffice als Pflicht verankert ist, wobei auch Ausnahmen von dieser Regel möglich sind.
Einige Unternehmen, besonders auch in der IT-Branche, sehen für ihre Mitarbeitern auch über die Pandemie hinaus mehr Telearbeit vor. Bei Hewlett Packard Enterprise wurde das Homeoffice zum Standard-Arbeitsort für die meisten Angestellten erklärt, wobei die Büros, umgestaltet zu Orten „der Begegnungen und des Austauschs“, vor allem „Besprechungen, Teammeetings, Workshops, Trainings oder Feiern mit Kollegen, Kunden und Partnern“ dienen sollen.
Zum 1. Juli 2021 endete für kurze Zeit in Deutschland die Pflicht für Arbeitgeber, Home Office anzubieten, und für Arbeitnehmer, dieses Angebot anzunehmen, wenn dem nicht dringende Gründe entgegenstehen. Pandemiebedingte Regelungen zur Testpflicht, Hygienepläne und Maskenpflicht am Arbeitsplatz blieben vorerst in Kraft. Im November wurde Telearbeit als Pflicht wieder eingeführt und eine 3G-Regel bei Präsenzarbeit.